# Extractieve metallurgie
Extractieve metallurgie is het winnen van metaal uit erts, naast het zuiveren en recycleren van metalen uit afval. De meeste metalen worden echter in de aardkorst gevonden als oxiden en sulfiden. Deze mineralen worden eerst tot een bruikbaar concentraat verwerkt via ertsveredeling. Vervolgens kunnen de metalen worden gewonnen op verschillende manieren. Er wordt een onderscheid gemaakt tussen:
- pyrometallurgie: de reactie wordt gestimuleerd door warmte waardoor het metaal smelt. Enkele veelgebruikte installaties zijn de hoogoven, het wervelbed en de elektrische boogoven. Sulfiden worden meestal eerst omgezet tot oxiden door roosten. Oxiden worden meestal gereduceerd met behulp van koolstof. Er kan ook een ander metaal gebruikt worden (metallothermische reductie). Typisch zullen de onzuiverheden in een slak worden gegroepeerd. Nadelen van deze werkwijze is de vorming van grote hoeveelheden stof en afgas.
- hydrometallurgie: de reacties verlopen in een waterig milieu. Voorbeelden van technieken zijn logen en precipitatie. Dit vereist vaak grote installaties en grote volumes water.
- elektrowinning: elektrische stroom zorgt voor de reductie van het metaalion naar het metaal. Dit kan in waterig milieu gebeuren als einde van de hydrometallurgische weg (bijvoorbeeld voor zink), maar ook in gesmolten zouten, zoals voor aluminiumproductie.